# Die Halbstarken (1983)
Die Halbstarken, auch Halbwüchsige (Пацаны Pazany), ist ein sowjetischer Spielfilm unter der Regie von Dinara Assanowa aus dem Jahr 1983.

## Handlung
Der 15-jährige Wowa Kirejew steht vor einem Gericht, da er jemandem vier Rubel gestohlen hat und dies nicht sein erster Diebstahl war. Im Gerichtssaal sitzen auch seine Schwester Margarita und ein Zuhörer, der sich als Pawel Antonow vorstellt, der ein Arbeits- und Sportlager für straffällig gewordene Jugendliche leitet. Im Sommer befindet sich das Lager im Wald, bei einem Sowchos und im Winter in der Stadt, woher er den Angeklagten kennt. Der lebt bei seinem Vater, einem versoffenen, verrohten Mann, der sein ganzes Geld für Alkohol ausgibt. Wowa und Margarita leben ausschließlich von ihrem Berufsschulgeld. Antonow erzählt von den positiven Seiten Wowas und verbürgt sich für dessen Besserung in seinem Lager. Obwohl er dessen nicht sicher sein kann, hat er jedoch die Hoffnung. Kirejew wird vom Volksgericht zu zwei Jahren Haft verurteilt, erhält aber durch die Fürsprache Antonows ein Jahr Bewährung und wird deshalb umgehend aus dem Gewahrsam entlassen. Gemeinsam fahren Antonow und Wowa ins Lager.
Hier wird das Mitglied der Gruppe der „Slawen“ Boris Schmyrew erwischt, als er im Zelt des stellvertretenden Lagerleiters Oleg Kurennoi, welches der mit Antonow teilt, nach Zigaretten sucht. Von dem wird er in einem harten Ton vernommen und bekommt den Befehl, dieses Vorkommnis seinem Gruppenkommandeur zu melden. Wieder im Lager zurück erfährt Antonow, der hier von allen geduzt und Pawel genannt wird, dass die Jugendlichen Saizew und Rublew wegen Alkoholbesitzes vom Rat der Kommandeure, auf Anraten Kurennois, aus der Gemeinschaft ausgeschlossen wurden. Zum Abendbrot soll jeder der Jungen, wie jeden Abend, über die gute Tat nachdenken, die er im Laufe des Tages vollbracht hat. Unabhängig davon gibt jeder heimlich etwas von seinem Essen ab, um es den beiden Ausgeschlossenen zu geben. Noch vor dem Einschlafen diskutieren Kurennoi und Antonow über ihre völlig verschiedenen Ansichten, wie man die Jungen erzieht. Während Kurennoi eine starke Hand favorisiert, ist Antonow davon überzeugt, dass man nur mit Liebe und Verständnis bei ihnen weiterkommt.
Nachdem am nächsten Morgen die Gruppen durch Kurennoi für die anstehenden Arbeiten eingeteilt wurden, fährt Pawel Antonow mit dem Boot über den See, wo Saizew und Rublew in einer Laubhütte hausen. Er bietet ihnen an, etwas zum Essen dazulassen, aber erst, wenn sie sich im See gewaschen haben. Bevor er wieder abfährt, eröffnet er ihnen die Möglichkeit, ins Lager zurückzukehren, wenn jeder vier Normen Reisig gesammelt hat. Wieder zurück im Lager versucht er Sascha Beloussow zu überzeugen in die Stadt zu fahren, wo dessen Mutter aus dem Gefängnis entlassen wurde, doch der will auf keinen Fall. Außerdem vermutet er, dass sie am nächsten Tag, einem der seltenen Besuchstage, ins Lager kommt. Am Abend fordert Pawel die Jungen wieder auf, über ihre gute Tat im Laufe des Tages nachzudenken, und dann gratuliert er den aktuellen Geburtstagskindern, bei deren Bekanntgabe alle Übrigen in laute Gratulationsstürme ausbrechen. Nur bei der Erwähnung Oleg Kurennois herrscht Schweigen im Rund.
Am nächsten Tag kommen viele der Verwandten zu Besuch. Statt Saschas Mutter ist seine Oma gekommen, da die Mutter bereits wieder mit dem Trinken angefangen hat. Neben Wowa Kirejews Schwester sind auch die Eltern Andrei Saizews gekommen, als einzige mit einem Auto. Pawel fährt sie mit dem Boot über den See, jedoch befinden sich die beiden Ausgewiesenen nicht bei ihrer Hütte. Dafür streiten sich die Eltern aber die ganze Zeit. Auf das Angebot, ihren Sohn gleich mitzunehmen und ihn selbst zu erziehen, reagieren sie schroffer Ablehnung. Während im Lager die Jungen ihren Verwandten vorführen, was sie dort alles gelernt haben, wozu auch Sport und Musik gehören, suchen die Saizews auf der anderen Seite des Sees ihren Sohn. Der befindet sich mit Rublew bei der Abarbeitung der ihnen von Pawel gestellten Aufgaben. Dabei beobachten sie ein junges Pärchen, das ausgelassen am Strand posiert. Sie nutzen die Gelegenheit, um deren Zelt zu durchsuchen, und während Rublew den jungen Mann verprügelt, versucht Saizew mit Gewalt das Mädchen gefügig zu machen. Durch deren Angstschreie werden seine Eltern aufmerksam, was er mitbekommt und deshalb das Mädchen in Ruhe lässt. Im Lager wird am Nachmittag, wie üblich mit dem Schuss aus einer Leuchtpistole, der Tanz eröffnet.
Am nächsten Tag wird weiter am Abriss eines alten Speichers gearbeitet. Der Fahrer des Lastkraftwagens, der die noch brauchbaren Mauerziegel abfahren soll, bringt sie lieber in sein Dorf, um sie für sich privat zu verwenden. Während des Abladens wirft Boris Schmyrew, der neben Wowa und Sascha dabei ist, mehrere Blicke auf Rimma, die Tochter des Kraftfahrers. Sofort findet sich eine Gruppe von Jungen aus dem Dorf, die ihn dafür mächtig verprügeln. Auf der Baustelle verlangt Oleg Kurennoi von den andern, wieder an die Arbeit zu gehen, die aber erst wissen wollen, weshalb Schmyrew zur Miliz gebracht wurde. Als diese aber sich weiter weigern, schlägt er den Kommandeur der Gruppe. Wowa und Sascha berichten Pawel, was im Dorf vorgefallen ist, woraufhin der sofort mit dem Fahrrad zur Miliz fährt. Nun sind die Jugendlichen beim Abendbrot völlig allein und ihr Zorn gegen Kurennoi entlädt sich in einer grenzenlosen, zerstörerischen Randale. Pawel ist nach seiner Rückkehr sehr enttäuscht über seine Zöglinge. Er ruft alle zusammen und hält ihnen eine Standpauke, vor allen Dingen erinnert er sie, woher sie einst kamen. Im Zelt findet er den gefesselten und gefederten Kurennoi und befreit ihn. Kaum ist der seine Fesseln los, will er sofort mit den Bestrafungen anfangen und anschließend alle ins Gefängnis stecken. Darauf fordert ihn Pawel auf, auf eigenen Wunsch zu kündigen, was der auch tut, aber noch mit einem dicken Ende droht. Die Gruppe der „Slawen“ nimmt sich die Rede Pawels zu Herzen und macht sich auf den Weg zum Speicher, um dort ihre Arbeit fortzusetzen.
Saizew weckt mitten in der Nacht seinen Kumpel und behauptet von starken Schmerzen geplagt zu sein. Da sie vermuten, dass es der Blinddarm ist, schwimmt Rublew ins Lager, um bei Pawel Hilfe zu holen. Der bringt Saizew umgehend mit einem Auto in ein Krankenhaus, doch als der mit einer Trage abgeholt werden soll, ist er verschwunden und wird nur noch gesehen, wie er auf einem Arbeitszug wegfährt. Rublew erkennt, von Saizew reingelegt worden zu sein, und verspricht Pawel, umgehend mit dem Trinken aufzuhören und sich den Regeln des Lagerlebens zu unterwerfen. In der Stadt findet die wöchentliche Sitzung des Rajonkomitees statt, bei der über die Vorkommnisse im Lager und auch die Fähigkeiten zur Leitung durch Pawel Antonow verhandelt werden. Er bleibt weiter im Amt und bekommt auf seinen Wunsch zwei Stellvertreter zur Seite gestellt, die vom Komsomolkomitee vorgeschlagen wurden. Dafür muss er aber zwei neue Jugendliche mit ins Lager nehmen, die in der Stadt inzwischen durch Saizew auf den falschen Weg gebracht wurden. 
Wowa bekommt einen Brief von seiner Schwester, in dem sie mitteilt, sich das Leben zu nehmen. Noch während des Lesens kommt Saizew vorbei, dem es in der Stadt zu langweilig geworden ist, und klärt ihn auf, was mit seiner Schwester inzwischen geschehen ist. Neben vielen anderen Unsagbarkeiten hat der Vater auch ihre Haare abgeschnitten. Alles zusammen genommen hat für sie ausgereicht, den Gashahn aufzudrehen, ob sie überleben wird, steht noch nicht fest. In Wowa reift der Entschluss, seinen Vater dafür ins Gesicht zu schießen. Saizew wird von der Lagergemeinschaft gemieden, beim Abendbrot muss er abseits sitzen. Als Wowa Kirejew aufgefordert wird, die Glückwünsche zum Geburtstag entgegenzunehmen, meldet er sich nicht, denn er ist bereits auf dem Weg in die Stadt. Nach dem Essen wollen die Jungen tanzen, jedoch kann Pawel die Leuchtpistole nicht finden. Erst Saizew erklärt, dass es vermutlich Kirejew war, der die Waffe entwendet hat, und erläutert die Zusammenhänge sowie dessen Äußerungen. Umgehend rennt Pawel zum Bahnhof, von wo Wowa wahrscheinlich mit dem letzten Zug in die Stadt fahren will, und alle Lagerinsassen folgen ihm. 

## Produktion und Veröffentlichung
Um eine vertrauensvolle Atmosphäre herzustellen, lebte die Regisseurin mit den Laiendarstellern gemeinsam einen Sommer lang in deren Camp. Der von den Lenfilm-Studios in Farbe gedrehte Film hatte im September 1983 unter dem Titel Пацаны in der Sowjetunion Premiere und bekam etwa 25 Millionen Zuschauer.